# Goma
Goma is een stad in het noordoosten van de Democratische Republiek Congo. De stad telt 1 à 2 miljoen inwoners en ligt aan de noordelijke oever van het Kivumeer.
Het is een grensplaats aan de grens met Rwanda, waar ten gevolge van de volkerenmoord op de Tutsi's in 1994 zich hartverscheurende taferelen hebben afgespeeld. Er waren zo'n 400.000 vluchtelingen, meest Hutu's over de grens gekomen, die daar in erbarmelijke omstandigheden moesten zien te overleven. Velen kwamen om ten gevolge van uitputting, watergebrek, cholera en andere ziektes.
In augustus 1994 besloot de Nederlandse regering een noodhulpteam samen te stellen. Dit team bestond uit militairen van alle krijgsmachtdelen. Het ging hier om artsen, verpleegkundig personeel, logistieke specialisten voor de aanvoer van hulpgoederen, chauffeurs ten behoeve van water- en gewondentransport en 7 mariniers als chauffeur met beveiligingstaken. Deze operatie werd bekend als Operation Provide Care. Deze vijf weken durende operatie, waarbij werd samengewerkt met onder andere Artsen zonder Grenzen, Memisa en Care, vergde veel van het personeel, zowel lichamelijk als geestelijk, maar dankzij de inzet van deze militairen en materiaal werden duizenden mensen van de dood gered.
Op 17 januari 2002 werden grote delen van de stad in de as gelegd door een uitbarsting van de vulkaan Nyiragongo. Hierbij kwamen zeker 45 mensen om het leven en werden 14.000 huizen verwoest.

## Ebola-uitbraak 2019
In Goma, heeft een derde patiënt positief getest op het ebolavirus. Dat is vernomen uit medische bron. Daarmee werden nu al drie gevallen van ebola geregistreerd in de stad.
De uitbreiding van de ziekte was tot nu toe relatief beperkt gebleven, maar nieuwe gevallen in een stad als Goma versterken de dreiging van een epidemie.

## Gewapende conflicten

### Conflicten 2008 en 2012
Eind oktober 2008 brak er grote paniek uit in de stad omdat de CNDP-milities van Laurent Nkunda de stad zouden aanvallen en veroveren. Nkunda zou de Tutsi-bevolking willen beschermen tegen de Hutu-milities uit Rwanda en andere delen uit de Democratische Republiek Congo. Uiteindelijk besloten de opstandelingen af te zien van de verovering in ruil voor vredesonderhandelingen, die het volgende jaar leidden tot een akkoord, waarin de troepen van Nkunda opgenomen werden in het reguliere Congolese leger.
Later trad een grote groep soldaten, voornamelijk CNDP-leden, opnieuw uit het leger om een nieuwe rebellenmilitie te vormen, M23 genaamd. In november 2012 rukte ook deze militie op naar Goma, en op 20 november viel de stad in handen van M23. Na zware internationale druk trok de beweging zich op 1 december, onder medeneming van een grote hoeveelheid buitgemaakte wapens, weer terug uit de stad, die op 3 december opnieuw in handen viel van het regeringsleger.

### Conflicten 2022-heden
In januari 2025 waren de M23-rebellen opnieuw opgerukt. Door de dreiging sloegen veel inwoners op de vlucht: aan de buitenrand van de stad verbleven de vluchtelingen in geïmproviseerde kampen.

## Sport
- TS Malekesa
- OC Muungano

Sankuru · Bas-Uele · Kongo Central · Kwango · Kwilu · Mai-Ndombe · Kinshasa · Kasaï · Lulua · Kasaï oriental · Lomami · Maniema · Zuid-Kivu · Noord-Kivu · Ituri · Haut-Uele · Tshopo · Noord-Ubangi · Mongala · Zuid-Ubangi · Evenaarsprovincie · Tshuapa · Tanganyika · Haut-Lomami · Lualaba · Haut-Katanga